# Дітер Ергардт
Дітер Ергардт (нім. Dieter Ehrhardt; 14 травня 1927, Кіль — 8 лютого 2021) — німецький офіцер, контрадмірал бундесмаріне.

## Біографія
Син контрадмірала Вернера Ергардта. З лютого 1943 по червень 1944 року був помічником люфтваффе, одночасно служив в Імперській службі праці. В жовтні 1944 року вступив в крігсмаріне як кандидат в офіцери. Через 2 місяці завершив навчання для новобранців, потім — підготовку на борту. В кінці Другої світової війни був взятий в полон. В липні 1945 року звільнений.
Після звільнення працював сільськогосподарським робітником, потім 2 роки служив в Німецькій адміністрації з розмінування та в Асоціації розмінування Куксгафена. З січня 1949 по березень 1956 року був членом Британської служби захисту риболовні на Балтиці. В квітні 1953 року як командир катера служби висадив агентів організації Гелена в країнах Балтії.
В квітні 1956 року вступив в бундесмаріне як фенріх-цур-зее. З липня 1958 року — торпедний офіцер на есмнці 1. З березня 1960 року — командир катера «Шторх». З липня 1962 року — офіцер групи військово-морського училища Фленсбурга-Мюрвіка. Зжовтня 1964 по вересень 1966 року пройшов курс офіцера Адмірал-штабу в Командній академії бундесверу в Гамбурзі. З жовтня 1966 по грудень 1969 років — допоміжний референт відділу кадрів Федерального міністерства оборони. З лютого 1970 року — командир есмінця «Лютьєнс», одночасно з 9 вересня по 1 жовтня 1972 року командував есмінцем «Мьольдерс». З жовтня 1972 по грудень 1976 року служив в штабі флотилії есмінців. В січні 1977 року розпочав підготовку військового аташе, після чого у вересні був призначений військово-морським аташе у Вашингтоні. З квітня 1979 року — адмірал флотилії і командир військово-морського училища Фленсбурга-Мюрвіка. З жовтня 1982 року — командувач ВМС на Північному морі у Вільгельмсгафені. З січня 1985 року — контрадмірал і командувач територіальним командуванням Шлезвіг-Гольштейну і повноважний представник Німеччини в командуванні ОЗС НАТО у Північній Європі. У вересні 1987 року вийшов у відставку.

## Нагороди
- Хрест Воєнних заслуг 2-го класу з мечами
- Нагрудний знак зенітної артилерії люфтваффе
- Орден «За заслуги перед Федеративною Республікою Німеччина», офіцерський хрест
- Легіон Заслуг (США)